# Bartolomeo Colleoni
Bartolomeo Colleoni, italijanski general, * 1400, † 2. november 1476.

## Življenjepis
Med letoma 1432 in 1441 je služil Benetkam v njihovemu boju proti Milanu, nato pa je leta 1443 prestopil na milansko stran. Kljub temu mu niso nekdanji sovražniki zaupali in so ga do leta 1447 imeli zaprtega v Monzi. Naslednje leto se je tako vrnil pod okrilje Benetk, a je zaradi slabega ravnanja ponovno šel nazaj k Milanu. Benetke so posledično ugotovile, da ga dejansko potrebujejo in tako so ga leta 1455 privabile nazaj tako, da so ga imenovali za dosmrtnega kapitan-generala beneške vojske.

## Zanimivosti
Po njem so poimenovali križarko Bartolomeo Colleoni.